# Eriopyga desiota
Eriopyga desiota är en fjärilsart som beskrevs av Dyar 1916. Eriopyga desiota ingår i släktet Eriopyga och familjen nattflyn. Inga underarter finns listade i Catalogue of Life.